# Gaston Dona
Pour les articles homonymes, voir Dona.
Gaston Dona, nom de scène de Gaston Théodore Boudon, né le 21 novembre 1870 à Bellême et mort le 14 avril 1957 à Paris, est un chanteur de café-concert.

## Biographie
Dona, chanteur à voix, débute dans les cafés-concerts parisiens vers 1895. Il est à l'affiche  de Bobino, de l'Eldorado, de la Gaîté-Montparnasse, de la Scala.
Une partie des chansons du répertoire Dona est reprise et enregistrée par Bérard.
Pendant la Première Guerre mondiale,  le répertoire patriotique du chanteur (Le Chant du retour, 1915 ; Ce que chantent les flots de la Marne, 1916) obtient un grand succès. Au cours des années 1920-1930, il joue dans des revues ; après 1936, son nom n'apparait plus dans aucun programme[réf. souhaitée].
Gaston Dona a un fils, Dona fils, également artiste lyrique, né le 1er décembre 1900 à Paris où il est mort le 28 décembre 1981 ; ils participent ensemble dans les années 1930 à des revues[réf. souhaitée].
Ses cendres reposent dans le columbarium du Père Lachaise, case 6881.

## Répertoire
Dona crée en 1912 au Casino Saint-Martin, L'Hirondelle du faubourg.

### Titres

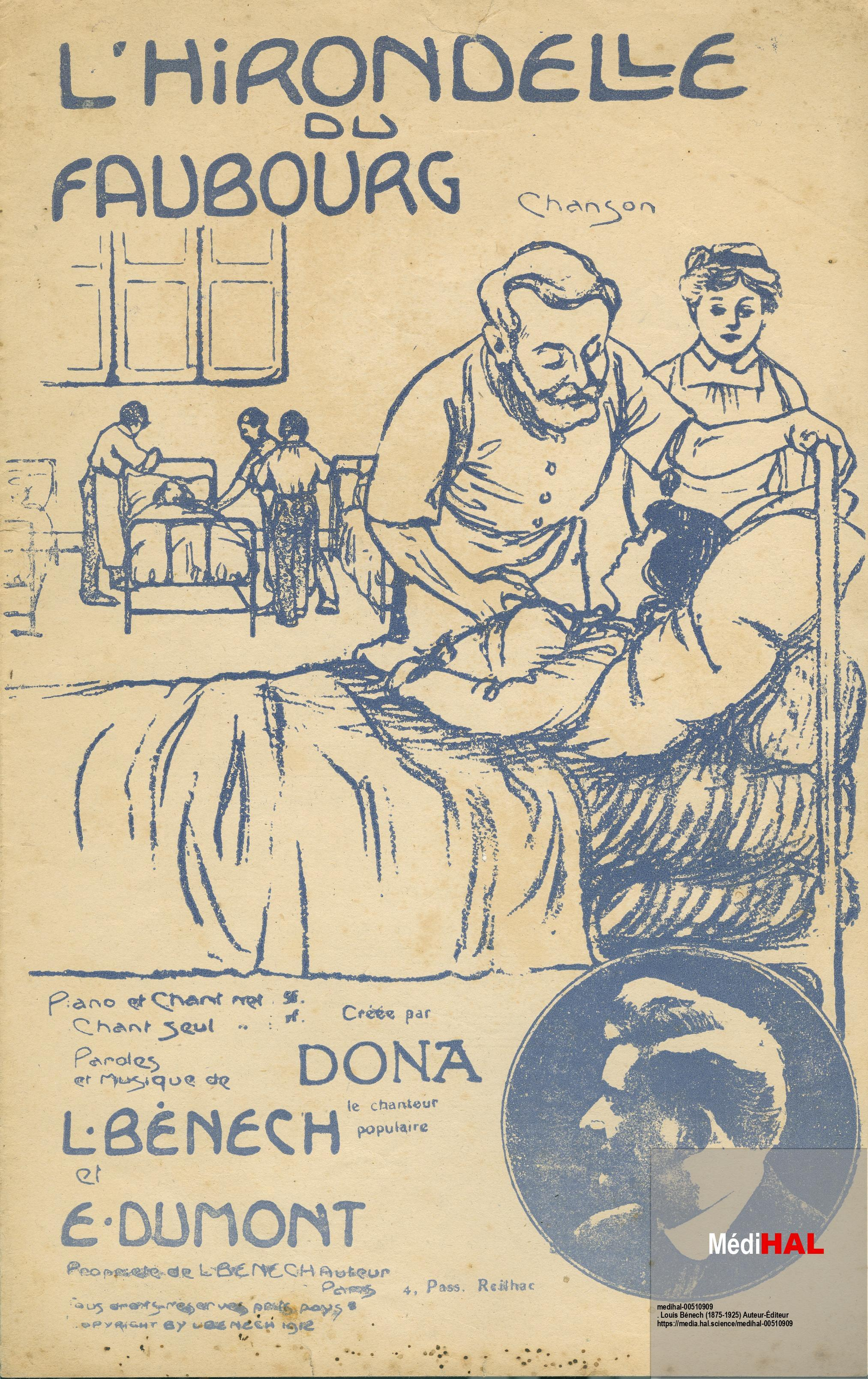
L'Hirondelle du faubourg

- 1804 Marche Française (Paroles de Henri Darsay, musique de Charles Borel-Clerc), 1911
- La Dame de Pique (Paroles d'Eugène Joullot, musique de Félix Chaudoir), 1901[5]
- Le Grand Rouquin (Paroles et musique de Louis Bénech et Ernest Dumont, 1912[5]
- La Femme aux bijoux (Paroles et musique de Louis Bénech et Ernest Dumont, 1912[5]
- Fleur de Seine (Paroles de Fernand Disle & Eugène Joullot, musique d'Émile Spencer), 1901
- L'Hirondelle du faubourg (Paroles et musique de Louis Bénech et Ernest Dumont, 1912[5]
- Rendez-moi mes vingt ans (Paroles de Ernest Dumont, musique de Eugène Gavel), 1911[6]
- L’Étoile du marin ou Tous les marins ont une étoile (Paroles de Ernest Dumont et musique de Ferdinand-Louis Bénech). La chanson sert de fil rouge au roman Querelle de Brest de Jean Genet.
- Une Rouleuse (Paroles de Disle et Joullot, musique de B. Boussagol), 1903

### Phonoscènes
Dona apparait dans  quatre phonoscènes repertoriées dans le catalogue de la Gaumont :
- 1804 Marche Française (1re diffusion : 17 mai 1912) parolier, compositeur, date[réf. nécessaire]
- Fleur de Seine (1re : 1er janvier 1905) parolier, compositeur, date[réf. nécessaire]
- Le Roussot (1re : 1er janvier 1909) parolier, compositeur, date[réf. nécessaire]
- Ce que c'est qu'un drapeau (1re : 1er janvier 1909)[8].

## Ré-édition numérique
- La France Qui Passe (2:37), Anthologie de la chanson française enregistrée (1900-1920) : les chansons patriotiques, sous la direction de Marc Robine (2002, EPM)